# Teri Gender Bender
Pour les articles homonymes, voir Suárez.
Teresa Suárez, plus connue sous le nom de scène Teri Gender Bender, est une chanteuse et musicienne née à Denver, aux États-Unis le 15 mai 1989. Principalement renommée pour être membre fondateur, chanteuse et guitariste du groupe de garage rock Le Butcherettes, créé en 2007 à Guadalajara au Mexique. Elle est aussi membre du groupe d'art rock Bosnian Rainbows, fondé en 2012. Sa personnalité et son talent artistique ont été comparés à Björk, Siouxsie Sioux et Karen O,,.

## Biographie
Suárez est née à Denver dans le Colorado, d'une mère mexicaine et d'un père hispano-mexicain. À dix ans, elle a des rêves récurrents et se voit faire de la guitare, puis, convainc son père de lui en acheter une. Elle a vécu à Denver pendant les treize premières années de sa vie jusqu'à ce qu'elle retourne à Mexico avec sa mère et ses deux frères après le décès de son père, d'une crise cardiaque,.
Suárez et le batteur Auryn Jolene fondent Le Butcherettes à l'âge de 17 ans tout en continuant leurs études à Guadalajara. Depuis, Jolene a été remplacée par Lia Braswell. Le groupe, composé de femmes, a incorporé des éléments graphiques dans ses spectacles, comme de la viande crue et des tabliers ensanglantés. Suárez a adopté le nom de famille « Gender Bender » dans une démarche féministe, pour dénoncer le traitement des femmes au Mexique.
Teresa Suárez a rencontré Omar Rodríguez-López à l'un des concerts locaux de son groupe. Il a été impressionné par sa performance lorsque, après une panne de courant, interrompant le spectacle, elle continua de chanter à l'aide d'un mégaphone, en sautant dans la foule,.
Rodriguez-Lopez a signé avec le groupe sous son label, a participé à la production de leur premier album « Sin Sin Sin » en 2011, puis est devenu un membre officiel de Le Butcherettes. En 2012, Teresa Suárez a contribué aux paroles et au chant pour le vingt-deuxième album de Rodriguez-Lopez, nommé « Octopus Kool Aid », elle a aussi joué dans son projet de film « Mi Non Y Esperanza ».